# Trojan Rude Boy Box Set
A Trojan Rude Boy Box Set egy három lemezes   rocksteady és ska válogatás.  2002-ben adta ki a Trojan Records kiadó.

## Számok

### CD 1
1. Baba Brooks & His Band - Guns Fever
2. Alton Ellis & The Flames - Dance Crasher
3. Desmond Baker & The Clarendonians - Rude Boy Gone A Jail
4. Alton Ellis & The Flames - The Preacher
5. The Heptones - Gunmen Coming To Town
6. Count Lasher With Lynn Taitt & The Baba Brooks Band - Hooligans
7. Alton Ellis & The Flames - Blessings Of Love
8. Rulers - Don’t Be A Rude Boy
9. The Rio Grandes - Soldiers Take Over
10. Desmond Dekker & The Aces - 007 (Shanty Town)
11. Winston & George - Denham Town
12. Justin Hinds & The Dominoes - No Good Rudie
13. The Spanishtonians - Rudie Gets Plenty
14. Clancy Eccles - Guns Town
15. The Clarendonians - Rudie Bam Bam
16. Stranger Cole & The Conquerors - Drop The Ratchet
17. Rulers - Copasetic

### CD 2
1. Alton Ellis & The Flames - Cry Tough
2. Desmond Dekker & The Aces - Rudy Got Soul
3. Hazel & The Jolly Boys With The Fugitives - Stop Them
4. Romeo & The Emotions - Rude Boy Confession
5. Derrick Morgan - Cool Off Rudies
6. The Tartans - What Can I Do
7. Lloyd Robinson - No More Trouble
8. Desmond Dekker & The Aces - Rude Boy Train
9. Henry Buckley - Beware Of Rude Boys
10. Joe White - Rudies All Around
11. The Overtakers - Beware
12. The Pioneers - Rudies Are The Greatest
13. The Black Brothers - Why Oh Why
14. Joe White - Bad Man
15. The Valentines - Guns Fever (Blam Blam Fever)
16. Dandy Livingstone - Rudy A Message To You

### CD 3
1. Derrick Morgan - Tougher Than Tough (Rudie In Court)
2. Lee Perry & The Sensations - Set Them Free
3. Lee Perry & The Sensations - Don’t Blame The Children
4. Derrick Morgan - Court Dismiss
5. Honeyboy Martin & The Voices - Dreader Then Dread
6. Derrick Morgan - Judge Dread In Court
7. The Pioneers - Some Of Them A Bawl (Aka Having A Bawl)
8. The Valentines - Stop The Violence
9. Bobby Aitken & The Carib-Beats - Curfew
10. Amiel Moodie & The Dandemites - Ratchet Knife
11. The Slickers - Johnny Too Bad
12. Jackie Edwards - Johnny Gunman
13. Peter Tosh & The Soulmates - Rudie’s Medley
14. The Slickers - You Can’t Win
15. Untouchables - Cool Down
16. John Holt - Hooligan Change Your Style (Aka Don’t Fight Your Brothers)
17. Johnny Clarke - Simmer Down

## Külső hivatkozások
- https://web.archive.org/web/20071014215055/http://roots-archives.com/release/3760
- http://www.savagejaw.co.uk/trojan/tjetd055.htm Archiválva 2007. december 11-i dátummal a Wayback Machine-ben